# اندیس بدون نام
بدون نام یک اندیس فلزی است که در حوالی شهر بندان استان سیستان و بلوچستان قرار دارد و مادهٔ معدنی موجود در آن، منیزیت است.  